# تئاتر وان‌لایت
تئاترِ وان‌لایت (به انگلیسی: Onelight Theatre) یک شرکتِ نمایشِ حرفه‌ای در هالیفاکس (نوا اسکوشیا) است. از کارهایش می‌شود نمایشِ مرگ یزدگرد را به سالِ ۲۰۰۵ میلادی نام برد.